# 올리브따오기속
올리브따오기속(학명: Bostrychia)은 사다새목 저어새과 따오기아과에 속한 물새의 속이다.

## 종류
- 올리브따오기속 Bostrychia
  - 올리브따오기,  Bostrychia olivacea
  - 상투메따오기, Bostrychia bocagei
  - 회색따오기,  Bostrychia rara
  - 하다다따오기,  Bostrychia hagedash
  - 볼장식따오기,  Bostrychia carunculata